# Noël Mayaud
Pour les articles homonymes, voir Mayaud.
Noël Mayaud (25 novembre 1899 à Saumur - 2 mai 1989 à Saumur) est un ornithologue français.

## Biographie
Issu d'une famille saumuroise à la fois industrielle et terrienne, il est le fils de Louis Mayaud (1855-1919), maire de Saumur et conseiller général de Maine-et-Loire, et d'Élisabeth Devienne (petite-fille d'Adrien Marie Devienne et nièce de Marie-Raymond de Lacroix de Ravignan). Il est également par son père l'arrière petit-fils de Charles Louvet. Il épouse Simone Fourrier de Nacquard, fille de l'agent de change Léopold Fourrier de Nacquard et de Marie-Anne Viot.
Il s'intéresse très jeune aux oiseaux. Sa rencontre avec le docteur Louis Bureau l'incite à s'orienter vers la recherche.
En 1929, il participe à la création de Alauda, revue internationale d'ornithologie avec ses collègues Jacques Delamain (1874-1953), Henri Heim de Balsac (1899-1973), Paul Paris (1875-1938), Henri Jouard (1896-1938) et Louis Lavauden (1881-1935) notamment. Cette revue contribue toujours au développement de l'ornithologie francophone dans le monde.
En 1936, en collaboration avec Henri Heim de Balsac et Henri Jouard, il publie le premier Inventaire des oiseaux de France auquel il apporte régulièrement des compléments dans la revue Alauda et qui demeure l'ouvrage ornithologique majeur pour la France jusqu'au début des années 1970.
Noël Mayaud entre au Centre national de la recherche scientifique, organisme alors largement ouvert aux compétences diverses. Il rédige alors une importante partie du tome consacré aux oiseaux dans le Traité de zoologie du professeur Pierre-Paul Grassé.